# Attus mandibularis
Attus mandibularis är en spindelart som beskrevs av Władysław Taczanowski 1871. Attus mandibularis ingår i släktet Attus och familjen hoppspindlar. Inga underarter finns listade.